# Tesero
Tesero là một đô thị ở tỉnh Trento ở vùng Trentino-Alto Adige/Südtirol, located in the Val di Fiemme about 40 km về phía đông bắc của Trento. Tại thời điểm ngày 31 tháng 12 năm 2004, đô thị này có dân số 2.710 người và diện tích là 50,4 km².
Đô thị Tesero có các frazioni (đơn vị trực thuộc, chủ yếu là các làng) Lago, Stava and Alpe di Pampeago.
Tesero giáp các đô thị: Deutschnofen, Predazzo, Varena, Panchià, Cavalese và Pieve Tesino.
Vụ sụp đổ đập Val di Stava năm 1985 đã khiến 268 thiệt mạng ở Tesero.